# Annalisa Minetti
Annalisa Minetti (Rho, provincia de Milán, Región Lombardía, Italia, 27 de diciembre de 1976) es una cantante y deportista italiana.
Después de pagar derecho de piso en los piano bar y una participación en Miss Italia en 1997, durante la cual saltó a los honores de la crónica a causa de su ceguera, ha participado en el Festival de Sanremo 1998 resultando ganadora, ya sea en la categoría Nuevas propuestas como en la clasificación principal, con la canción Sin ti o contigo.
En el 2012 conquista la medalla de bronce en los 1500 metros en las paralimpíadas de Londres, estableciendo el récord mundial de la categoría Ciegos (las dos atletas que la han precedido eran hipovidentes, desde que en las Paralimpíadas no hay distinción entre deshabilidades visivas).

## Biografía

### Los inicios
Al comienzo de los años noventa se diploma en contaduría y funda un dúo con el cual se exhibe como artista de piano bar en Lombardía. Aparece discograficamente en 1995, participando en el simple Pones un lento con el grupo "Perro Negro" y participando en la sección "Nuevas Propuestas" del Festival de Sanremo, pero viene eliminada en la selección otoñal llamada Sanremo Jóvenes. El conjunto se disuelve después de esta experiencia.
A los dieciocho años, por otra parte, descubre estar enferma de retinosis pigmentaria y degeneración macular, enfermedades que la llevarán a una gradual ceguera, hasta hacerle ver sólo luces y sombras de día y nada por la noche. En julio del mismo año posa para una fotonovela publicada por el periódico francés "Nous Deux", de la cual el escenógrafo es Carlo Pedrocchi.
Reemprende luego, la actividad de cantante de piano bar cuando es descubierta por el buscador de talentos Vito Elia (conocido como comentarista en la transmisión QSVS) en su búsqueda de nuevos rostros para Miss Lombardia, donde vence y es lanzada para Miss Italia.

### La victoria en elFestival de Sanremo
Participa por lo tanto en el concurso de Miss Italia en 1997 obteniendo algún editorial polémico respecto al hecho de ser parcialmente no vidente (lo que fue rápidamente publicado por los periódicos), dándole una cierta notoriedad antes de la final. A pesar de ser una de las favoritas no logró vencer, llegando igualmente entre las primeras diez y convirtiéndose en Miss Piernas hermosas.
Se rehace en 1998, cuando supera la fase de Sanremo Jóvenes con la canción El héroe que eres tu (Hero), cover en italiano de un tema de Mariah Carey y debuta como solista en el Festival de Sanremo venciendo la categoría Nuevas Propuestas con el tema Sin ti o contigo no sin polémicas frente a una presunta posición aventajada por la discapacidad de la cantante, entre la cual aquella de Aldo Busi durante el Dopofestival. El reglamento de aquel año preveía que los primeros tres clasificados de la sección joven compitieran también en la categoría principal y, sorprendentemente, logró imponerse también entre los grandes, precediendo a Antonella Ruggiero y venciendo aquella edición del Festival de Sanremo, ya sea en la categoría de las nuevas propuestas sea en la general dedicada a los cantantes principales.
Con la victoria en el Festival de Sanremo lanza también su álbum de debut, Tren azul, editado por la Sony Music; aunque, el álbum no obtiene mucho suceso.
En 1998, después de la victoria en Sanremo, ofrece una serie de conciertos en toda Italia y parte también a Chile para participar en el Festival de Viña del Mar donde le viene asignada el premio Naranja de oro. Lanza también una versión española de su primer álbum,Tren azul, que ha vendido en Italia 50.000 copias.
En septiembre de 1999 lanza su segundo álbum,Algo más, al cual han colaborado también, entre otros, los Pooh, Eros Ramazzotti, Ivana Spagna y Ron: de cualquier modo este álbum obtiene poquísimo éxito.

### Los años 2000
En 2000 debuta como actriz en el musical Beatriz & Isidoro en el rol de Beatriz y en diciembre del mismo año participa en el Jubileo para discapacitados en directo sobre la Rai desde el Vaticano.
En 2001 participa en un capítulo de la comedia Very Strong Family 7 con el dúo cómico Manuel & Kikka sobre Telenorba.
En 2004, Annalisa participa en el programa televisivo Music Farm conducido por Amadeus, primera edición del reality que preveía retos musicales entre cantantes, perdiendo el reto que la habría hecho acceder a la final, en favor de Riccardo Fogli.
El año siguiente, Toto Cutugno le propone cantar a dúo con él la canción Como nosotros ninguno en el mundo, participando juntos en la competencia.
Tal canción se clasifica 1ª en la sección Classic, presentada aquel año por el conductor Paolo Bonolis, y 2ª en la clasificación general.
En julio de 2007 canta a dúo en un concierto con Claudio Baglioni; en el último trimestre del mismo año, todavía en espera de su primogénito, posa para algunas fotos junto con otras mujeres famosas en la dulce espera, que serán publicadas en dos calendarios cuyos beneficios irán a la beneficencia.
El 3 de enero de 2008 nace Fabio, su primogénito, pero el 28 febrero siguiente, después de la enésima bochada en el Festival de Sanremo (siendo cinco las canciones enviadas a la comisión), es nuevamente invitada al Teatro Ariston por Toto Cutugno en ocasión de la velada de los dúos, para la canción Un halcón enjaulado.
En 2009 ha participado en el último disco de Claudio Baglioni Q.P.G.A., cantando la introducción de Buon viaje de la vida.
El 21 de junio de 2009 participa en Amigas para el Abruzzo, el mega concierto de beneficencia, querido y organizado por Laura Pausini. Participa también en otras iniciativas benéficas como Rock para un niño.

### Los años 2010
El 27 de marzo de 2010 la cantante es huésped de una sociedad futbolística de Turín, el Cit Turin, que festeja los 50 años de actividades y donde ha sido presentada también la Copa del Mundo de Fútbol conquistada por Italia en el 2006.
En el 2010 participa en el 11º Festival de la nueva canción siciliana con el tema Nun ti bastu, cantado en siciliano, en la categoría Premio Sicilia.
En julio de 2011 sale el nuevo simple Muérdeme que anticipa el nuevo álbum Nuevos días inicialmente programado para el otoño 2011 y luego postergado hasta noviembre del 2012 anticipado por un nuevo simple titulado Tengo necesidad.

### Actividad política
Se candidatea en las elecciones políticas italianas del 2013 a la Cámara de diputados en la circunscripción Lazio 1 con la lista de Mario Monti, Elección Cívica, pero no es elegida.

## Vida privada
En el 2002 se casa con el exfutbolista napoletano Gennaro Esposito, y al año siguiente se diploma como profesora de spinning y step, convirtiéndose en instructora de estas dos disciplinas. En el 2008 ha tenido un hijo, Fabio. Annalisa y Gennaro se divorcian en 2013. En el 2016 se casa con Michele Panzarino. En el 2018 ha tenido una hija, Elèna.

## Actividad deportiva
Además del desempeño como cantante del 2001 se ha dedicado al atletismo. Se ha demostrado muy fuerte en los 800 m, pero tal carrera no es parte del programa de las paralimpíadas, por lo que la cantante participa en los Juegos paralímpicos de Londres 2012 en los 1500 m T11-T12 conducida por Andrea Giocondi, venciendo la medalla de bronce y realizando el nuevo récord mundial de la categoría T11 (4'48"88).
En 2013 vence la medalla de oro en los campeonatos mundiales de atletismo adaptado en los 800 metros T11 obteniendo el nuevo récord del campeonato gracias al tiempo de 2'21"82.

### Premios deportivos
| Año  | Manifestación       | Sede        | Acontecimiento | Resultado         | Prestación | Notas |
| ---- | ------------------- | ----------- | -------------- | ----------------- | ---------- | ----- |
| 2012 | Europeo adaptado    | Stadskanaal | 1500 m T12     | Medalla de Bronce | 4'50"55    | (T11) |
| 2012 | Juegos paralímpicos | Londres     | 1500 m T12     | Medalla de Bronce | 4'48"88    | (T11) |
| 2013 | Mundial adaptado    | Lyon        | 800 m T11      | Medalla de Oro    | 2'21"82    | (T11) |

## Participaciones en elFestival de Sanremo
| Año y Categoría                | Temas (autores - compositores)    | Ubicación                                         |
| ------------------------------ | --------------------------------- | ------------------------------------------------- |
| Sanremo Nuevas Propuestas 1998 | Sin ti o contigo                  | 1° ya sea entre los grandes que en las propuestas |
| Festival de Sanremo 2005       | Como nosotros ninguno en el mundo | 2° clasificación final y 1° en los Classic        |

## Discografía

### Álbumes
- 1998 - Treno blu [Tren azul]
- 2000 - Qualcosa di più [Algo más]
- 2009 - Questo piccolo grande amore [Este pequeño gran amor] (sólo digital)
- 2012 - Nuovi giorni [Nuevos días]

### Sencillos
- 1995 - Metti un lento [Pon un lento] (con los Perro Negro)
- 1997 - L'eroe che sei tu (Hero) [El héroe que eres tú (Héroe)]
- 1998 - Senza te o con te [Sin ti o contigo]
- 2000 - Due mondi [Dos mundos] (versión latina de la homónima canción de Lucio Battisti)
- 2000 - Inequivocabilmente tu [Inequívocamente tú] (escrita por los Pooh)
- 2000 - La prima notte (remix) [La primera noche (remix)]
- 2005 - Come noi nessuno al mondo [Como nosotros ninguno en el mundo] (con Toto Cutugno)
- 2005 - Vita vera [Vida verdadera]
- 2006 - Stelle sulla terra [Estrellas sobre la tierra]
- 2006 - Fammi fuori [Hazme fuera]
- 2007 - Il cielo dentro me [El cielo dentro de mí]
- 2008 - Scintilla d'anima [Chispa de alma]
- 2011 - Mordimi [Muérdeme]
- 2012 - Ho bisogno [Tengo necesidad]